# BMW Welt

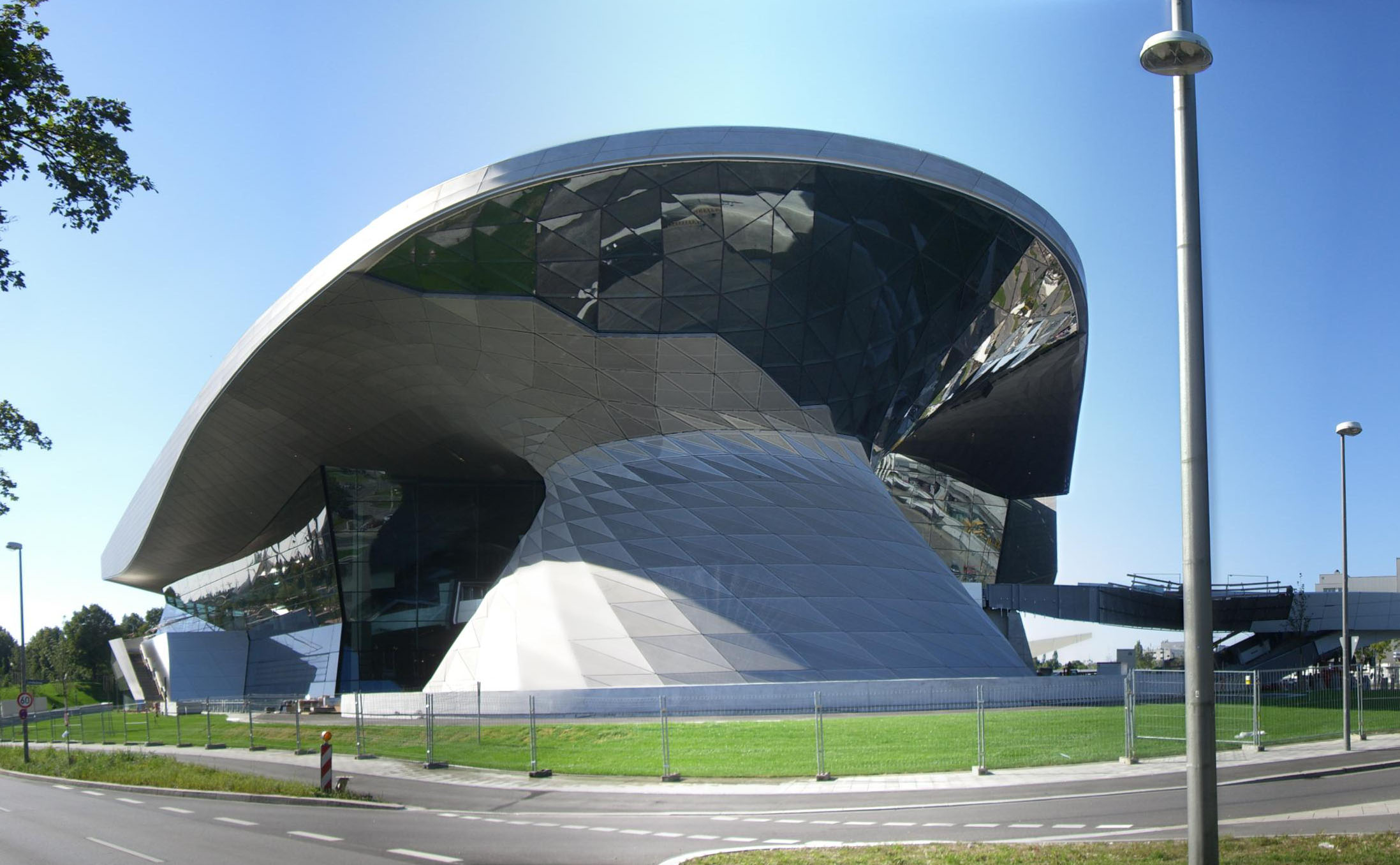
Kort voor de voltooiing

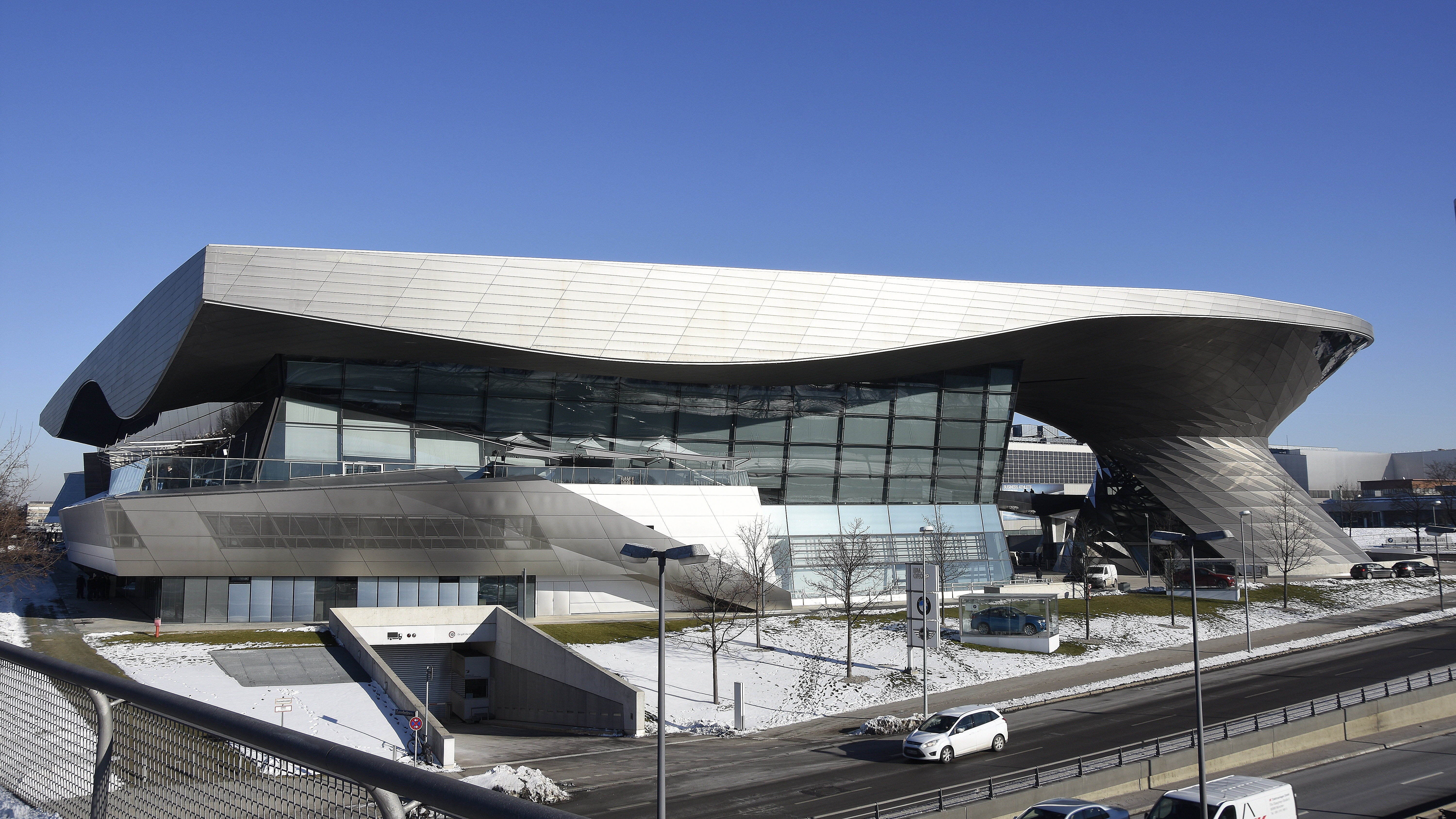
BMW Welt in januari 2017

BMW Welt is het presentatie- en distributiecentrum voor de huidige producten van het automerk BMW en een conferentie- en symposiumcentrum in München. Vlakbij ligt het Olympiapark en de Olympiatoren.
De bouw van BMW Welt, dat ontworpen is door het architectenbureau Coop Himmelb(l)au, duurde van augustus 2003 tot najaar 2007. Het gebouw werd met vertraging op 20 en 21 oktober 2007 geopend; deze vertraging werd opgelopen door het Wereldkampioenschap voetbal 2006 in Duitsland. Op het dak is een zonnepaneel van 800 kW geïnstalleerd.
In de Markenwelt (Merkenwereld) zijn allerlei auto's, motoren, innovaties en voorbeelden van techniek tentoongesteld. Het gebouw is niet alleen een tentoonstellingsruimte en een autotempel, maar ook een marktplaats, communicatiecentrum en trefpunt van wetenschappers, aldus de Oostenrijkse architect Wolf D. Prix in zijn openingsrede.
Met BMW Welt, dat in de buurt staat van de fabriek BMW-Werk München, de hoofdvestiging van het concern en het BMW Museum, wil BMW een steviger band met zijn klanten kweken en hun 'beleving' bij het ophalen van hun nieuwe auto versterken. Het gebouw herbergt verder diverse restaurants en cafés en winkels met BMW-onderdelen.